# NUMMI
New United Motor Manufacturing, Inc. (NUMMI) é uma joint venture entre a General Motors e a Toyota, localizada em Fremont, Califórnia. Trata-se de uma antiga fábrica da GM que foi reaberta em 1984 após a celebração da parceria.

## Produtos
- Pontiac Vibe
- Toyota Corolla
- Toyota Tacoma